# Paurai
Paurai – gaun wikas samiti w środkowej części Nepalu  w strefie Narajani w dystrykcie Rautahat. Według nepalskiego spisu powszechnego z 2001 roku liczył on 1426 gospodarstw domowych i 8177 mieszkańców (4050 kobiet i 4127 mężczyzn).